# Mogliazze
Mogliazze is een plaats (frazione) in de Italiaanse gemeente Bobbio.